# Štadión Dubnica nad Váhom
Mestský futbalový štadión Dubnica nad Váhom je víceúčelový sportovní stadion, na němž hraje své domácí zápasy slovenský fotbalový klub MFK Dubnica a některé i slovenská fotbalová reprezentace. Nachází se v centru města Dubnica nad Váhom v blízkosti zimního stadionu. Před zápasem 3. kola Poháru Intertoto 17. 7. 2005 s Newcastlem United byl stadion zrekonstruovaný a přibyla místa na sezení v obloucích za bránami, bez míst na sezení zůstal jen sektor hostů. Nově na stadioně přibylo osvětlení o intenzitě 1 400 luxů.
V roce 2001 byla postavena na stadionu nová atletická dráha s umělohmotným povrchem.